# The Hive Stadium
The Hive Stadium – stadion piłkarski w północno-zachodnim Londynie, w Canons Park, na dawnym terenie Prince Edward Playing Fields w London Borough of Harrow. Swoje spotkania rozgrywają na nim piłkarze klubu Barnet FC, a także kobiece drużyny Tottenhamu i London Bees.

## Historia
Od lat 90. XX wieku, prezes Barnet FC Anthony Kleanthous starał się przenieść klub ze swojego poprzedniego obiektu Underhill Stadium, z powodu słabego wyposażenia na boisku. Próby te jednak zakończyły się niepowodzeniem, mimo że początkowo zezwolono na budowę stadionu
Budowa stadionu rozpoczęła się pierwotnie na początku 2003 roku, jako nowa siedziba lokalnego nieligowego klubu Wealdstone FC. Z powodu likwidacji partnerów inwestycyjnych Wealdstone FC – prywatnej spółki Stadia Investment Group, prace zostały wstrzymane z powodu braku środków na opłacenie budowniczych. Ponieważ Wealdstone FC nie było stać na samodzielne ukończenie projektu, przez dwa lata nie było dalszych postępów w budowie.
Stadion częściowo wybudowano w 2005 roku.
Rada Gminy Harrow zdecydowała się ogłosić przetarg w 2006 r. Barnet FC wygrał przetarg, a wraz z nim prawo do zajęcia terenu. Klub zapowiedział, że będzie służył wyłącznie jako ośrodek treningowy, a nie nowy stadion. Warunkiem przetargu było ukończenie budowy przez nowych właścicieli na użytek Wealdstone FC, jednak tak się nie stało i Wealdstone FC nie otrzymało żadnej rekompensaty za początkową inwestycję w ziemię. Wykorzystując okoliczne tereny jako centrum treningowe, Barnet FC ostatecznie przeniósł się całkowicie na stadion latem 2013 r.
Klub początkowo twierdził, że zamierzał użyć stadionu w Hive jako tymczasowego rozwiązania, z celem zbudowania stadionu o pojemności 10 000 osób w London Borough of Barnet. Sytuacja uległa zmianie w 2015 r., kiedy to prezes ogłosił, że klub na stałe osiądzie na stadionie. Początkowo obowiązywało ograniczenie dzierżawy, które uniemożliwiało korzystanie z niego w meczach ligowych, jednak Barnet FC otrzymał 10-letnią zmianę tego warunku, która weszła w życie w czerwcu 2015 r. Od 2018 r. ograniczenie nie ma już zastosowania. Klub oficjalnie ogłosił zamiar opuszczenia Underhill w grudniu 2011 r. i potwierdził, że sezon 2012/13 będzie ostatnim nastarym  boisku. W lutym 2013 r. ratyfikowano przejście Barnet FC na nowy stadion w Hive.

## Rozbudowa i wyposażenie
Nowa arena, którą nazwano Hive, została otwarta przez Trevora Brookinga i ówczesnego menedżera Anglii Fabio Capello w 2009 r. W następnych latach otwarto inne obiekty, w tym salę bankietową, bar oraz ogólnodostępną siłownię, z której korzystają również zawodnicy klubu. Stadion był stopniowo rozwijany przez Barnet FC. Początkowo zwiększono miejsca siedzące na oryginalnej trybunie wschodniej i dobudowano nową trybunę zachodnią, o pojemności 2700 osób oraz dwa bary pod nią. Kilka lat później pojawiło się centrum medyczne, sala bankietowa i nowa kasa biletowa na trybunie wschodniej oraz trybuna północna z dużym barem pod spodem.

## Przyszłość
W najbliższej przyszłości nadal przewiduje się budowę tylnego przedłużenia trybuny zachodniej. W dniu 6 listopada 2017 r. złożono wnioski, dotyczące kolejnej fazy rozbudowy stadionu, który będzie mógł pomieścić do 8500 miejsc. Planowana jest też rozbudowa dodatkowych obiektów sportowych na miejscu, w tym pełnowymiarowego zadaszonego boiska dla akademii i hali sportowej za trybuną północną z siedmioma kortami do badmintona i boiskiem do koszykówki oraz miejscami siedzącymi dla widzów.

## Ciekawostki
- Pierwszy mecz międzynarodowy, jaki odbył się na stadionie to starcie reprezentacji Anglii U20 i Meksyku U20, które Anglicy wygrali 4:2 w serii rzutów karnych (w meczu był remis 1:1)[8].
- Ze względu na bliskość stadionu Wembley, Hive był używany jako baza dla kilku zagranicznych drużyn międzynarodowych przed meczami z Anglią, a także jako miejsce do koordynowania i trenowania sędziów biorących udział w Igrzyskach Olimpijskich 2012[9].